# Diálogo del pesimismo
El Diálogo del pesimismo (en acadio: 𒀴 𒈪𒈪𒄨𒄨𒄥𒄥𒀭𒀭𒉌𒉌, romanizado: Arad mitanguranni) es una antigua composición literaria mesopotámica en forma de diálogo entre un amo y su esclavo. Sus interpretaciones han variado, pero generalmente se considera un texto inusual que tematiza la futilidad de la acción humana. Es un ejemplo de la literatura sapiencial del antiguo Cercano Oriente.

## Texto y citas
El Diálogo es una composición vagamente poética en acadio, escrita poco después del año 1000 a. C. en Mesopotamia. Fue descubierto en cinco manuscritos diferentes de tablillas de arcilla escritos en escritura cuneiforme. El texto está bien conservado, ya que solo 15 de sus 86 líneas son fragmentarias. Parece que sobreviven dos versiones textuales, ya que una tablilla babilónica es sustancialmente diferente de las versiones asirias. El público antiguo puede haberlo conocido por el título acadio arad mitanguranni ("esclavo, atiéndeme"), la frase al comienzo de cada estrofa.

## Publicación y título
El texto fue publicado por primera vez por Georg Andrew Reisner en 1896, seguido de los trabajos de Erich Ebeling entre 1917 y 1919. Sin embargo, el título "Diálogo del pesimismo" recién fue atribuido por Stephen Herbert Langdon en su artículo de 1923 "El diálogo babilónico del pesimismo". Jacyntho Lins Brandão cree que el hecho de que este título haya prevalecido demuestra un cierto sesgo interpretativo, y sugiere que el texto debe ser visto como un "diálogo de vacilación".

## Contenido y estilo
El Diálogo del pesimismo toma la forma de una conversación entre un amo y su esclavo ayuda de cámara. En cada una de las primeras diez estrofas, el amo propone un curso de acción, para lo cual el esclavo proporciona buenas razones. Cada vez, sin embargo, el amo cambia de opinión y el esclavo proporciona igualmente buenas razones para no seguir ese curso de acción. Los cursos de acción son:
I. Conducir al palacio
II. Comida
III. Caza 
IV. Matrimonio ("construir una casa" en Speiser) 
V. Litigio (esta es la estrofa más fragmentaria) 
VI. Liderando una revolución ("cometer un crimen" en Speiser)
VII. Relaciones sexuales
VIII. Sacrificio
IX. Hacer inversiones ("cultivos de plantas" en Speiser) 

X. Servicio público
Un ejemplo del diálogo es:
¡Esclavo, escúchame! ¡Aquí estoy, maestro, aquí estoy!
¡Quiero hacer el amor con una mujer! ¡Haz el amor, maestro, haz el amor!
¡El hombre que hace el amor olvida la pena y el miedo!
Oh bien, esclavo, no quiero hacer el amor con una mujer. 
No hagas el amor, maestro, no hagas el amor.
La mujer es una verdadera trampa, un agujero, una zanja.
La mujer es una afilada daga de hierro que corta la garganta de un hombre.(Estrofa VII, líneas 46–52)
La estrofa XI es sustancialmente diferente:
¡Esclavo, escúchame! ¡Aquí estoy, maestro, aquí estoy!
¿Qué es bueno entonces? 
Que me rompan el cuello y el tuyo, 
o ser arrojado al río, ¿es eso bueno?
¿Quién es tan alto como para subir al cielo?
¿Quién es tan amplio como para abarcar el mundo entero?
¡Oh bien, esclavo! ¡Te mataré y te enviaré primero! 
Sí, pero mi maestro ciertamente no me sobreviviría por tres días. (Líneas 79–86)
El diálogo está limitado a dos personas (a diferencia, por ejemplo, de los diálogos de Platón), como es común en la literatura sapiencial del antiguo Cercano Oriente. Tiene mucho en común con la tradición local de la literatura de disputas, incluida su perspectiva cínica e inquisitiva. Al igual que con otros poemas de disputa, es posible que se haya interpretado oralmente fuera del entorno escolar. Más que un conjunto de principios abstractos o universales para ser aplicados a cada situación, el esclavo emplea imágenes e instancias concretas. 
El diálogo también hace referencia a la literatura mesopotámica de otros tipos. La línea 76 cita una línea al principio y al final de la Epopeya de Gilgamesh. Las líneas 86–87 citan un antiguo dicho sumerio. Las líneas 62–69 pueden aludir a una parte del Gran Himno a Shamash (líneas 118–127).

## Interpretación
La interpretación de la obra está dividida:  algunos la consideran una teodicea, otros ven en ella una declaración de lo absurdo de la vida, ya que no hay elecciones definitivas correctas o incorrectas, o razones para la acción. La estrofa final es, por lo tanto, un resultado lógico de este dilema, la elección de la inexistencia sobre la futilidad existencial. Esto ha llevado a los intérpretes recientes a comparar el diálogo con los existencialistas modernos como Kierkegaard y Camus.
Una interpretación opuesta se inspira en la última réplica descarada del esclavo, que ve el diálogo como una sátira social. Según este punto de vista, el esclavo bullicioso expone la vacilación y la improductividad de su amo aristocrático al dar respuestas contradictorias y cliché. La sátira religiosa también podría estar presente en los comentarios sobre el comportamiento de los dioses.
Los paralelos con el texto mesopotámico del segundo milenio Ludlul bel nemeqi (también conocido como "Alabaré al Señor de la Sabiduría") y el Libro del Eclesiastés sugieren una tercera interpretación. El universo es ciertamente enigmático, incluso parece no tener sentido, pero puede tener algún fundamento conocido por los dioses (sugerido en el comentario del esclavo sobre el cielo y la tierra en la estrofa XI). En lugar de aconsejar la muerte por desesperación, el amo quiere que el esclavo muera antes que él para que pueda preguntarle a los dioses. La réplica satírica final del esclavo rechaza la sugerencia de su amo. El diálogo puede que sea satírico, serio, o ambos, pero desde esta perspectiva su mensaje es que los dioses controlan los destinos, que nos son desconocidos. El sabio, como el esclavo, se reserva el juicio y valora posibilidades ante las ambigüedades de la vida, aunque conservando su sentido de humor.

## Paralelos con el Antiguo Testamento
Existe un paralelo temático entre el Diálogo del pesimismo y el Eclesiastés. Las afirmaciones y sus negaciones dadas por el esclavo del diálogo son similares a la lista de acciones y sus opuestos dada en Eclesiastés 3:1-9 ("tiempo de nacer y tiempo de morir..." ). El Eclesiastés, como el diálogo, ha sido objeto de interpretaciones pesimistas y optimistas, y también es aplicable la interpretación de que la incomprensibilidad del universo y la vida humana apuntan a nuestras limitaciones y al conocimiento trascendente de Dios.
También hay algunos paralelos y contrastes con el Libro de Job. Al igual que el Diálogo, Job también considera la muerte como una opción frente a las contradicciones de la vida (Job 3,2-13), aunque nunca contempla el suicidio. Además, Job no concluye con una nota de muerte: más bien, ese tema estuvo más presente al principio. El uso de la ironía y la sátira para sondear los misterios de la vida también aparecen tanto en el Diálogo como en Job (p. ej. Job 9:39–31).
Un proverbio que aparece al final del diálogo, "¿quién es tan alto como para ascender a los cielos? ¿Quién es tan ancho como para abarcar el mundo entero?" tiene varios paralelos bíblicos, entre los que se encuentran el verso inicial de los proverbios de Agur (Proverbios 30:4), Deuteronomio 30:11-14, Job 11:7-9, y Job 28:12-18.

## Texto
- II.4 Diálogo del pesimismo Edición crítica y traducción del texto (Biblioteca Babilónica electrónica).
- Brandão, Jacyntho Lins (2022). DIÁLOGO DO PESSIMISMO OU ELOGIO DA HESITAÇÃO
- Anonymous (2021). «Arad mitanguranni» [Slave, attend me!]. Revista de Tradução Literária e Biblioteca Digital (Desterro) (23): 62-67. ISSN 2177-5141.

- On "The Dialogue of Pessimism ans Trascendence"